# 林真愛
林 真愛（はやし まい、1984年12月30日 - ）は、愛知県出身の女性ファッションモデル。旧芸名は五藤 真愛（ごとう まい）。所属事務所はフロント。愛知県立大学英米学科出身。

## 来歴
- 2005年に地元愛知県でスカウトされ、モデルデビュー。その数ヵ月後、ファッション雑誌「PINKY」（集英社）のプリンセスPINKYオーディションにてVIDALSASOON賞を受賞。その後、同誌の専属モデルとなる。同年、SANYOイメージガールでキャンギャルとして活躍。
- 2007年神戸コレクションに吉川ひなの、木下ココらとともにゲストモデルとして出演したのち、突如休業。家族の看護の為帰省。その後、所属事務所と芸名を変更し復帰。2008年に活動を再開。ファッション誌「with」(講談社)のレギュラーモデルとなる。
- 2012年アメリカにて結婚し、渡米。同年にアメリカ合衆国ハワイ州にて彼女自らデザイナー兼CEOを務めるアクセサリーデザイン会社を設立。渡米中はモデル活動を休止している。「林」は彼女の旧姓。

## 人物
- 長所：とにかく健康、好き嫌いが全然ない
- 短所：忘れ物が多い
- 口ぐせ：おなかすいた
- 将来の夢：老後は大自然の中で土にまみれながら野菜を育てたり、南の島で魚を獲ったりして暮らす。美を気にしない、しわしわのおばあちゃんになる
- 特技は水墨画（実際に雑誌にて彼女の作品が掲載されている）。寺町、書画などの『古くさいモノ』が好きであると雑誌のインタビューで語っている。

## 出演

### 雑誌
- PINKY（集英社、2005 - 2007年）専属モデル
- with（講談社、2008 - 2011年）レギュラーモデル
- Gainer（光文社、2008年 - ）表紙
- Oggi（小学館、2009年 - ）
- MISS（世界文化社、2009年 - ）
- CLASSY. Wedding（光文社、2009年 - ）

### CM
- 「ランチパック」（ヤマザキパン、2006年）
- 「マイナビ2010」（毎日コミュニケーションズ、2008年）
- 「重ねDolce　心のつぶやき・懇親会篇/会議室篇/合コン篇」（メグミルクデザート、2010年）
- 「JAL Hawaii」(JAL、2010年)
- 「LookJTB Wedding」(JTB、2011年)
- 「資生堂 専科」(資生堂、2012年)

### 通販カタログ
- RAPTY
- 千趣会
- ゼクシィ
- ニッセン
- ベルメゾン
- オンワード

### スチル
- コカコーラジャパン
- UNIQLO
- 三菱電機
- CLATHAS
- アテニア化粧品
- ナリス化粧品
- NTT docomo
- g.u.（ユニクロ）
- LINK IT ALL
- 伊勢丹
- 三越
- 松坂屋
- 着物のやまと
- 源氏物語
- 丸栄

## ドラマ
- Bee TV